# Robert Gilman
Robert C. Gilman – amerykański astrofizyk, zwolennik zrównoważonego rozwoju, który wraz z żoną Diane Gilman prowadził badania i publikował na temat ekowiosek. Działalność małżonków Gilman wniosła znaczący wkład do rozwoju definicji ruchu ekowiosek i nadała kierunek globalnej sieci Global Ecovillage Network. W 1991 wydali książkę Eco-Villages and Sustainable Communities, będącą wynikiem prac badawczych nad ekowioskami dla Gaia Trust.

## Astrofizyka
W 1967 Gilman ukończył University of California, Berkeley z tytułem bachelor w dziedzinie astronomii. W 1969 uzyskał doktorat (Ph.D.) z astrofizyki na Princeton University. Do 1975 Gilman był wykładowcą i pracownikiem badawczym University of Minnesota, the Harvard Smithsonian Astrophysical Observatory oraz pracownikiem badawczym w instytucie NASA Institute for Space Studies.

## Zrównoważony rozwój
W latach 70. XX w. Gilman zdecydował, że „gwiazdy mogą poczekać, ale [ta] planeta nie” ("the stars could wait, but the planet couldn't"). Jego zainteresowania zwróciły się ku badaniu zrównoważonego rozwoju w skali światowej, badaniom przyszłości i strategii pozytywnych przemian kulturowych. W 1975 wraz z żoną Diane zaprojektowali i zbudowali własny solarny dom. W latach 1975–80 był konsultantem projektowania solarnego i zgodnego ze środowiskiem naturalnym. W 1979 założyli Context Institute, jedną z najwcześniejszych organizacji pozarządowych promujących zrównoważony rozwój.
Wiosną 1983 Context Institute rozpoczął wydawanie kwartalnika In Context, A Quarterly of Humane Sustainable Culture, pod redakcją Gilmana, który w ten sposób kształtował filozofię światowego ruchu na rzecz zrównoważonego rozwoju. W 1990 nakład wynosił 4500 egzemplarzy. Opisał m.in. niskokosztowe wydajne strategie pozyskania energii wypracowane w Rocky Mountain Institute w Kolorado, sprawnie działające wspólnoty mieszkaniowe w Skandynawii i wspólne programy nauczania w Minnesota, gdzie studenci uczą jedni drugich. Całe numery były poświęcone alternatywnym metodom nauczania, nowym sposobom obcowania z ziemią i innowacyjnemu stosowaniu technologii komunikacji. W 1991 i 1994 kwartalnik zdobył nagrodę Utne Reader's Alternative Press Award za „Najpełniejsze ujęcie powstających problemów”. Po 13 latach, wiosną 1996, magazyn zmienił nazwę na YES! A Journal of Positive Futures.
W 1989 był jednym z członków założycieli fundacji na rzecz współpracy radziecko-amerykańskiej Foundation for Soviet/American Economic Cooperation.
Wraz z żoną organizowali warsztaty zrównoważonego życia i wycieczki dyplomatyczne do Związku Radzieckiego, nawiązując kontakty ze zwykłymi ludźmi.
W latach 2004–2011 Robert Gilman był członkiem rady miejskiej w Langley w stanie Waszyngton. Następnie skupił się na udzielaniu konsultacji w dziedzinie zrównoważonego rozwoju, wystąpieniach jako mówca i pracy jako prowadzący dyskusje.

## Definicja ekowioski
Gaia Trust zlecił ekspertom z Context Institute przeprowadzenie badań i opracowanie raportu pod kątem najlepszych światowych przykładów ekowiosek. Na jego podstawie powstała książka Eco-villages and Sustainable Communities, wydana w maju 1991. Z raportu wynikało, że istnieje wiele społeczności wdrażających idee zrównoważonego rozwoju, ale nie ma prawdziwej działającej „ekowioski”. Raport zawierał też rozważania teoretyczne nad cechami tego jeszcze nieistniejącego rodzaju społeczności.
W książce, a także w jesiennym wydaniu 1991 czasopisma In Context, w artykule “The Eco-village Challenge”, Gilman ustalił cechy charakterystyczne dla ekowioski. Jest to:
- dopasowana do ludzkich potrzeb,
- zaspakajająca wszystkie potrzeby osada,
- w której działalność człowieka przebiega w harmonii z naturą,
- w sposób wspierający zdrowy rozwój człowieka i może być z powodzeniem kontynuowana w nieokreślonej przyszłości.

W 1999 Gilman dodał kolejną cechę, jaką było „posiadanie wielu centrów inicjatyw”, tzn. nie jednego zarządu podejmującego wszystkie decyzje – ale zarządu, a także działających obok niego firm i organizacji wewnątrz wioski; podobnie jak w prawdziwej wsi.
Ta definicja stała się standardem, na którym opierał się ruch ekowiosek, i przez wielu nadal jest uważana za najbardziej autorytatywną.
Robert Gilman wystąpił na konferencji pt. “Ecovillages and Sustainable Communities: Models for 21st Century Living”, która odbyła się na terenie ekowioski Findhorn w dniach 7–13 października 1995 i zgromadziła ponad 400 uczestników. Innymi mówcami byli m.in. Max Lindegger z ekowioski Crystal Waters, Albert Bates z the Farm, Margrit Kennedy z Lebensgarten, Helena Norberg-Hodge z The Ladakh Project, John i Nancy Jack Todd z New Alchemy Institute, Rashmi Mayur z International Institute for a Sustainable Future pod patronatem ONZ, oraz brytyjski minister środowiska. Utopijna dotąd wizja ekowioski zyskała uznanie międzynarodowe, jako koncepcja odpowiadająca problemom XXI wieku. W wyniku rozmów, warsztatów i burz mózgów wypracowano potwierdzenie, że ekowioski muszą być w pełni zintegrowane z otaczającym je światem, otwarte, włączające. W przeciwieństwie do organizacji promujących negatywizm i wskazujących na problemy, ekowioski mają być potwierdzeniem, że istnieją możliwości zrównoważonego rozwoju.

## Rodzina
Robert Gilman był żonaty z Diane, która w 1997 zachorowała na nowotwór mózgu i zmarła 21 stycznia 1998. Mają dwoje dzieci, Iana (ur. 1971) i Celeste (ur. 1981), których edukacją zajmowali się osobiście, w domu.

## Cytaty
Zrównoważenie odnosi się do zdolności społeczeństwa, ekosystemu, lub jakiegokolwiek trwałego systemu, do dalszego działania na przestrzeni nieograniczonej w czasie przyszłości, nie będąc zmuszonym do upadku z powodu wyczerpania... kluczowych zasobów.
("Sustainability refers to the ability of a society, ecosystem, or any such ongoing system to continue functioning into the indefinite future without being forced into decline through exhaustion…of key resources.")